# 藤本渚
藤本 渚（ふじもと なぎさ、2005年〈平成17年〉7月18日 - ）は、将棋棋士。井上慶太九段門下。棋士番号は333。加古川青流戦の最年少優勝記録保持者で、2023年度の勝率0.850は歴代4位（2024年時点）。小学校3年生・8歳でアマチュア竜王戦香川県予選で優勝し、同大会史上最年少の都道府県代表を経験。小学校5年生には香川県のアマチュア三冠を達成していた。2022年10月四段昇段。順位戦はC級2組と1組を連続で1期抜けし、2025年3月に六段昇段。香川県高松市出身。高校在学当時から大阪市在住。

## 棋歴

### 小学生時代

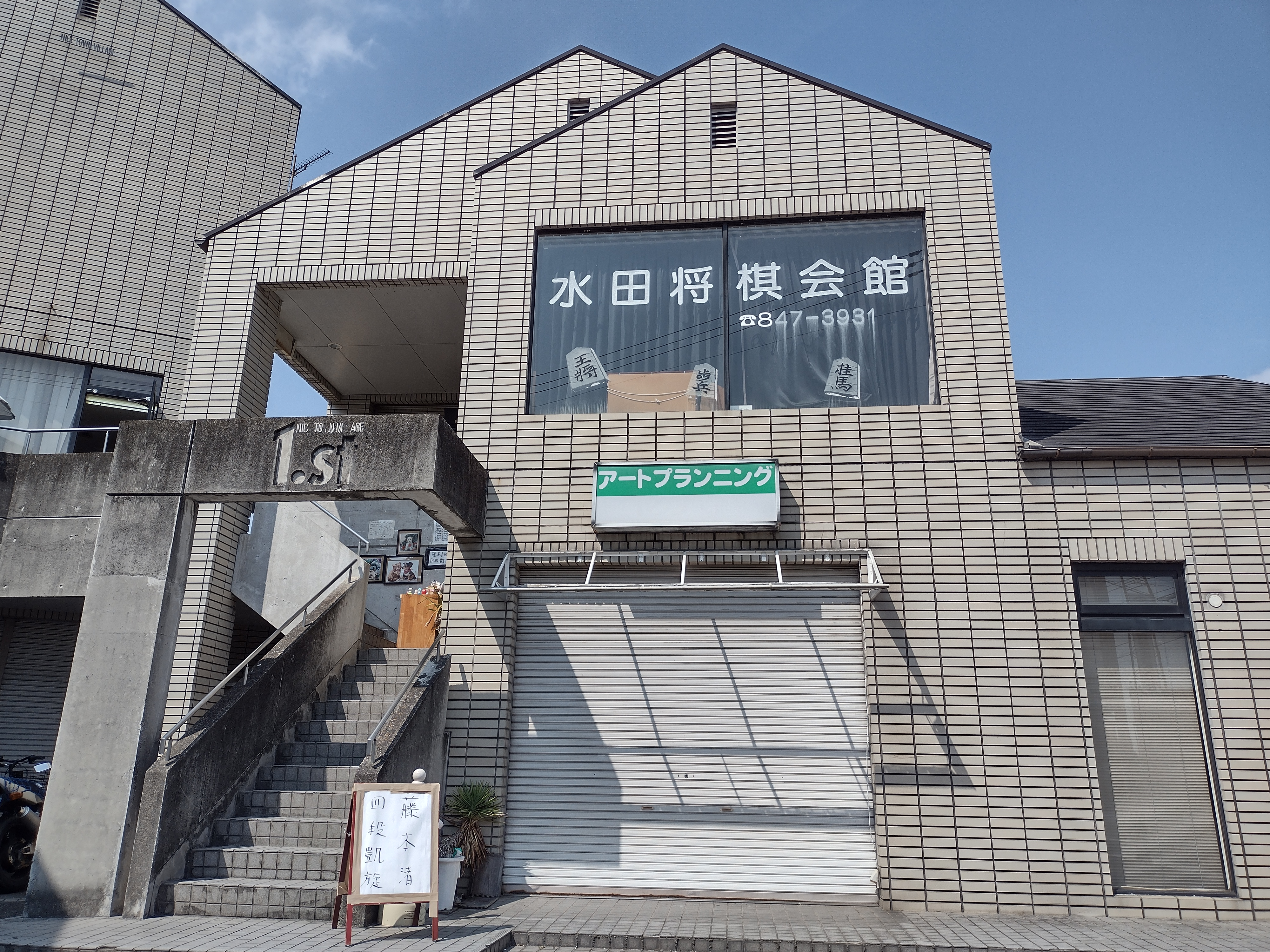
水田将棋会館（香川県高松市東山崎町）

将棋を始めたのは6歳で、小学校1年生の冬にはアマ三段になる。小学校2年生から香川県高松市東山崎町にある「水田将棋会館」に通い、アマチュア竜王戦香川県予選で優勝実績のある席主の小倉光弘から指南を受けた。9歳から井上慶太九段門下。小学校4年生の時に奨励会試験を受けた際は不合格で、それを機に研修会に入会。香川県のアマチュア三冠になっていた小学校5年生の2016年（平成28年）8月に、奨励会試験に合格する。
この間、2013年（平成25年）10月には小学校2年生で将棋日本シリーズこども大会大阪地区・低学年の部で優勝し、翌2014年（平成26年）9月にも同大会四国地区・低学年の部で優勝。さらに翌2015年（平成27年）の小学4年生では四国地区・高学年の部で優勝した。なお、同年の第40回小学生名人戦西日本大会では上野裕寿に敗れてベスト4、翌2016年第41回の同西日本大会ではベスト8に進出している。
一方で、2014年4月に小学校3年生・8歳で第27回アマチュア竜王戦香川県予選に出場。決勝で水田将棋会館席主の小倉を破って優勝し、同大会史上最年少の都道府県代表になる。また、2015年11月には香川県のアマチュア王座を防衛して連覇し、2016年2月には10歳で県王位を獲得。小学校5年生で出場した第29回アマチュア竜王戦でも香川県代表となり、香川県のアマチュア三冠になる。

### 奨励会時代
2016年（平成28年）9月、小学5年生で奨励会へ入会（6級）。師匠の井上慶太から「1年で3級まで行きたいね」と言われていたというが、約1年後には2級になる。2019年（平成31年）3月、中学校1年生で初段に昇進し、同年3月17日の第4回仲宗根杯関西奨励会トーナメントで優勝した。水田将棋会館には中学卒業まで通い、高校からは奨励会のために大阪市に転居。
2級と初段で足踏みをしたというが、初段の時に師匠の井上からかけられた「3年後の稽古」という言葉で持ち直す。高校1年生の2021年には8連勝で三段リーグ進出を決め、同年10月から三段リーグに2期在籍。2022年（令和4年）9月には第71回三段リーグを13勝5敗の1位の成績で突破し、高校2年生・17歳で同年10月1日からの四段昇格を決めた（四段昇段同期は齊藤裕也）。

### 四段時代

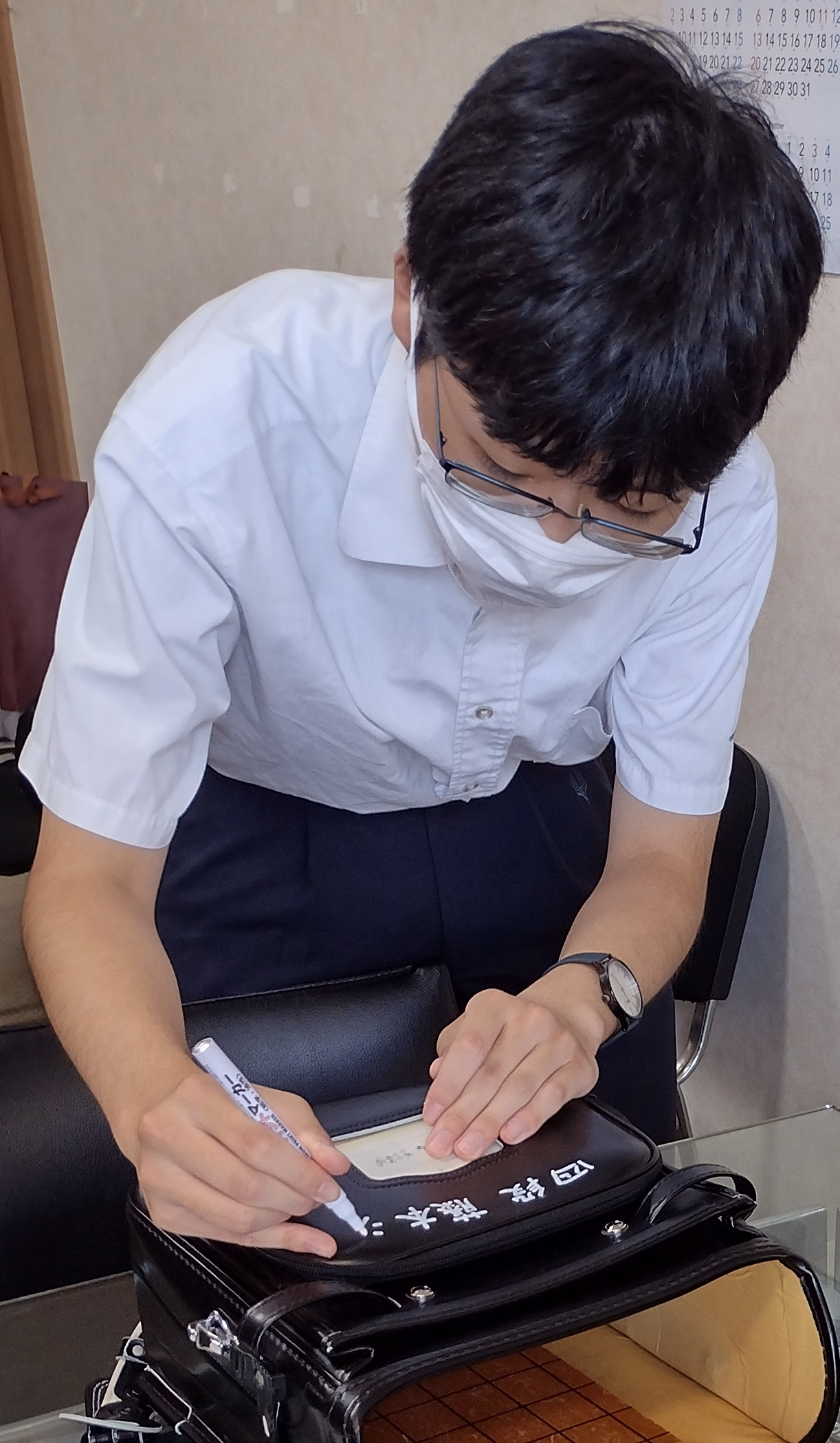
サインをする藤本渚四段（2023年9月30日(JST)）

2022年（令和4年）10月1日で四段に昇段し、この時点で現役最年少棋士。同年12月16日に第36期竜王戦ランキング戦6組でプロデビュー戦を迎え、先手の藤本は居飛車、後手の鈴木肇アマは四間飛車の対抗形になり、藤本は持ち時間5時間中4時間半を使って勝利した。2023年（令和5年）1月21日には四段昇段によりJCOM株式会社から「J:COM賞」を受賞。デビューから6連勝であったが、同年2月6日の竜王戦6組での対局場間違いによる不戦敗で連勝は停止。さらに新型コロナに罹患してNHK杯予選も不戦敗となってしまう。
フィッシャールールのABEMAトーナメント2023では、奨励会時代に指導対局を受けたことがある千田翔太にドラフトで選出され、西田拓也とともにチーム千田「シーソーゲーム」で出場。チーム渡辺との対戦では渡辺明や佐々木勇気に勝利。チーム藤井との対戦では藤井聡太と初対戦も完敗し、「今は勝てないな、という感じ」と語った。チーム千田は予選Eリーグ2位となって本戦トーナメント出場。チーム稲葉戦では2勝1敗とするもチームは4勝5敗で惜敗。
第13期加古川青流戦(2023年度)では2023年5月27日に加古川市で開催された開幕戦に出場。高田明浩との相掛かり戦に勝利し、ベスト16入りを決める。同年7月11日には朝日杯将棋オープン戦一次予選で師匠の井上慶太に勝利して「恩返し」を達成した。第54期新人王戦(2023年度)で斎藤明日斗や高田明浩らを破り、決勝三番勝負に進出。加古川青流戦ではさらに里見香奈、狩山幹生、井田明宏を破り決勝戦・三番勝負に進出した。2023年9月28日時点では勝率1位。
第54期新人王戦の決勝三番勝負では井上門下の兄弟子である上野裕寿と対戦。1勝1敗で臨んだ最終戦では大逆転で敗退して準優勝。しかし加古川青流戦の決勝3番勝負では、奨励会三段の吉池隆真との18歳対決で2連勝。自身初の棋戦優勝を果たし、同棋戦の最年少優勝記録を更新した。さらに同年12月21日には第65期王位戦予選で菅井竜也との兄弟弟子対決を制し、自身初の挑戦者決定リーグ進出を果たした。なお2024年1月11日には順位戦で現役最年長の青野照市と対戦して勝利。C級2組で引退のかかった70歳の青野との対決は52歳差であった。
年度勝率は1位になっていたが同月15日に叡王戦本戦トーナメント1回戦で本田奎に敗戦し、同月26日時点の対局で年度勝率は藤井聡太に次ぐ2位で、年度勝数も伊藤匠に次ぐ2位。なお、日本将棋連盟100周年記念「ABEMA地域対抗戦 inspired by 羽生善治」では中国・四国チームのメンバー5名に選出された。同年2月16日には初の王位戦リーグで佐藤天彦に勝利。藤井聡太ともに中原誠の歴代勝率記録更新が期待されたが、同年3月8日に王位戦リーグで佐々木大地に敗戦し、藤本の歴代勝率1位はならなかった。しかし順位戦C級2組の最終戦に勝利し、9勝1敗でC級1組昇級と五段昇段を決めた。

### 五段時代
2024年2月下旬に卒業式を迎え、高校を卒業。対局には制服ではなくスーツで臨むようになった。同年3月28日には第72期王座戦二次予選で山崎隆之に勝利し、挑戦者決定トーナメント進出を決める。2023年度を51勝9敗で終え、中原誠、藤井聡太、中村太地に次ぐ歴代4位の勝率0.850を達成した。同年度の成績に基づく第51回将棋大賞では新人賞、最多勝利賞（同じ51勝の伊藤匠と同時受賞）を受賞した。なお、高校後は大学に進学せずに棋士に専念するという。同年4月2日には王位戦リーグで豊島将之に勝利した（王位戦リーグは紅組で3勝2敗）。
同年5月21日の第37期竜王戦6組決勝では、四段昇段がかかった奨励会の山下数毅三段を下し6組優勝を果たすが、決勝トーナメントでは5組優勝の渡辺和史に敗れる。ABEMAトーナメント2024ではドラフトで稲葉陽に選出され、上野裕寿とともにチーム稲葉「井上一門」のメンバーとして出場。決勝では持将棋の末に永瀬拓矢に勝利し、チーム優勝を果たすと共に、個人では12戦9勝3敗の成績で最多対局賞に輝いた（最多勝は次点）。なお2024年度は序盤に負け過ぎたというが、8月の順位戦から意識を変えてあまり考えすぎないようにし、勝てるようになったという。
SUNTORY 将棋オールスター 東西対抗戦ではファン投票で関西4位。ファン投票枠での出場を逃すが、関西予選Aブロックを勝ち抜き西軍の一員として出場。決勝戦の開幕戦で佐藤天彦に勝利している。第74回NHK杯テレビ将棋トーナメントでは山崎隆之、稲葉陽、小山怜央を降して準々決勝に進んだが、2025年2月16日の近藤誠也戦で敗れる。2025年のABEMA地域対抗戦2025でも藤本は中国・四国チームに選抜されており、関西Bチーム戦はチームで5連勝。関西Aチーム戦では久保利明、佐藤康光、稲葉陽を降す個人3勝を挙げ、予選突破に貢献した。
2025年2月27日には第38期竜王戦5組2回戦で山下数毅三段と再戦するが、敗戦。しかし同年3月4日、第83期順位戦C級1組最終戦に勝利し、9勝1敗でB級2組への昇級と六段昇段を果たす（1敗は都成竜馬戦）。

### 六段時代
2025年3月4日の六段昇段時には藤本が現役最年少棋士であったが、同年3月8日に井上慶太門下の弟弟子である16歳の炭﨑俊毅が四段昇段を果たし、炭﨑が現役最年少棋士になる。なお、六段昇段時点の年度勝率は0.702。2024年度の年度成績は17連勝で、岡部怜央とともに将棋大賞・連勝賞を受賞した。ABEMAトーナメント2025ではドラフトで稲葉陽と菅井竜也の兄弟子二人の指名が重複した結果、抽選で菅井が藤本を獲得している（チーム菅井のもう一人のメンバーは西田拓也）。

## 棋風
居飛車党で相掛かりと雁木を得意とし、力戦を好む。2022年の四段昇段後には矢倉や雁木は「ちょっと」で角換わりや横歩取りは指せないと語っていたが、2023年の8月には雁木が得意で角換わりはできないと答えている。当初はインターネットの対戦を「負けるのが嫌で避けていた」というが、小学4年生時の奨励会試験不合格をきっかけに「実践が必要」として取り入れた。2019年（令和元年）の中学2年生時に『朝日新聞』の取材を受けた際には、父親と将棋ソフトで対局後の分析を行っていた。コロナ禍ではオンライン対局を多くこなしたという。
「AIがなくてもプロになるのが本物」と考え、奨励会は勉強で将棋ソフトを使わないようにしていたという。三段からAIによる研究を導入し、デビュー後に序盤研究の弱さを痛感して最低限のAI研究をしたというが、2025年のインタビューでは「AI研究に重きを置くことはありません。未知の局面で正確に形勢判断をして最善の手を導くことが本当の実力だと考えています」と語っている。高校1年生時のインタビューでは対局時に感情が表に出やすいと語り、「焦らず平常心で挑むこと」を心掛けているという。関防印には「無心」と記している。

## 他棋士との関係や評価
目標・憧れの棋士は羽生善治で、「羽生九段のように衰えを知らない棋士になりたい」と語るとともに、読んで参考になった棋書として浅川書房の『羽生の終盤術』を挙げている。プロになってからは羽生と2025年7月30日の第84期順位戦B級2組第3回戦で初めて対局し、116手で勝利した。
デビュー後に6連勝し、終盤力に一目置かれている。ABEMAトーナメント2024の決勝戦で藤本に敗れた永瀬拓矢は、藤本を「フィッシャーでは」「最強格の一人」と評している。吉池隆真とはネット対局でVSをしており、2023年頃からのVS相手に当時奨励会三段の山下数毅もいる。後者は山下の父から頼まれてのことで、ネット以外に対面でも指しており、藤本は山下を鍛えながらも逆転負けを喰らうことがあったという。
師匠の井上慶太は藤本について「一番の強みというのは、『終盤力』といいますか、たたみこむような寄せ」と語り、兄弟子の菅井竜也は藤本の四段昇進時に「気持ちで指すというか、すごく気持ちの入った将棋」と語っている。兄弟子の稲葉陽は藤本を「思ったよりも負けず嫌い」と評し、ABEMAトーナメント2024の決勝後も同門の上野裕寿と練習対局をしていたエピソードを紹介した。2024年11月のインタビューでライバルを尋ねられた藤本は、上野の名前を挙げている。弟弟子の炭崎俊毅は、強いのに謙虚な藤本を尊敬しているといい、藤本のように安定感のある将棋を指していきたいと語っている。

## 人物・エピソード

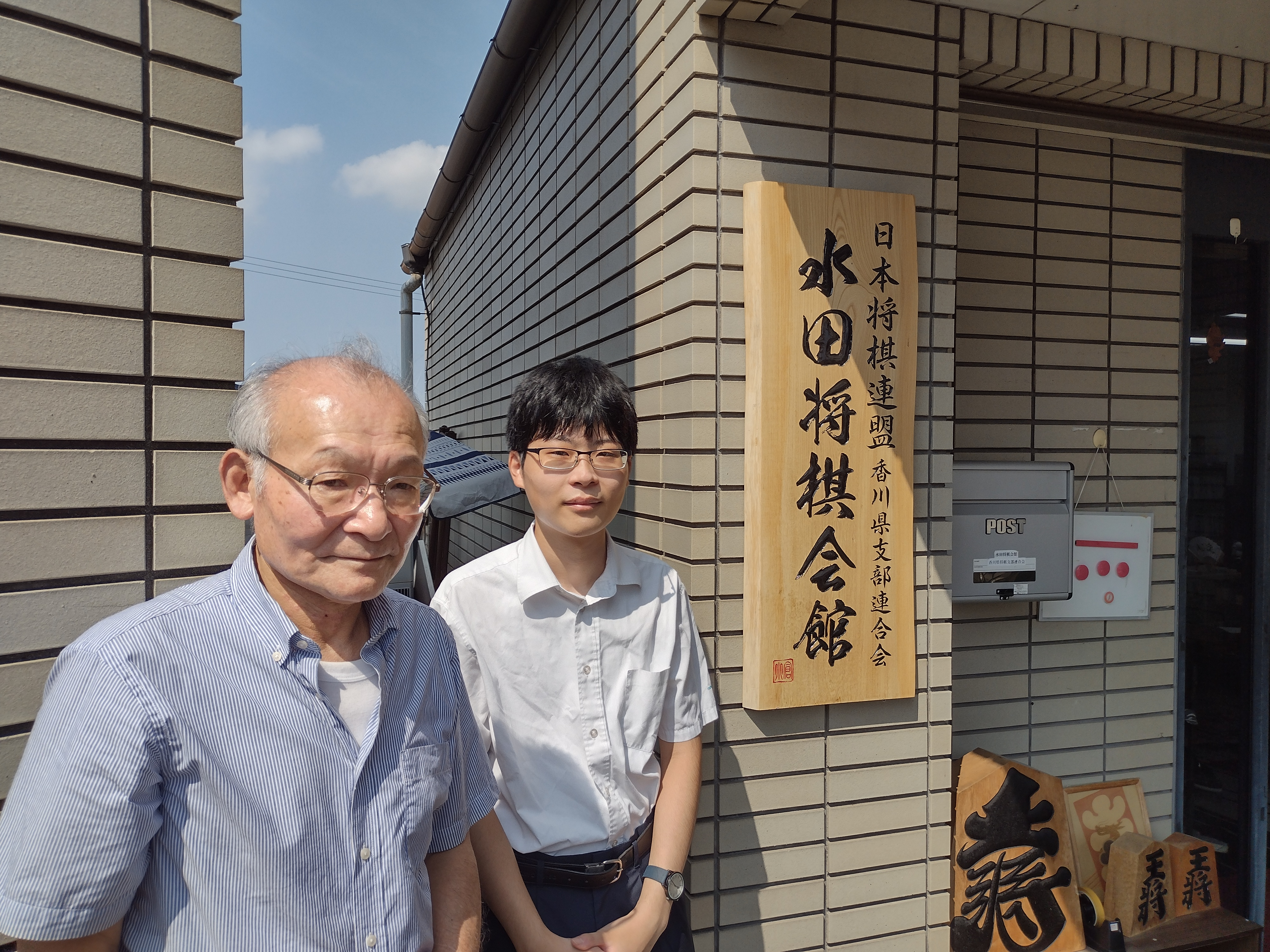
水田将棋会館の小倉席主と藤本四段（2023年9月30日(JST)）

2005年7月18日香川県生まれ。誕生日が海の日であり、「海のように広い心を持ってほしい」ということから「渚」と名付けられたという。高松市立中央小学校、香川県立高松北中学校卒業。小児喘息やオスグッド病にかかったことがあり、本人は体力がなさすぎたと振り返っている。小学校2年生から中学卒業まで香川県高松市東山崎町の「水田将棋会館」に通い、席主の小倉光弘から指南を受ける。
9歳から井上慶太九段門下。大阪での奨励会例会には高松市から父の車で例会に通い、兵庫県の研究会には中学から電車で通っていた。高校からは奨励会のために父親が転職して家族で大阪市に転居。大阪学芸高等学校に進学し、2024年2月下旬に卒業式を迎えている。菅井竜也の後援会である「竜棋会」の名誉会員。
藤本は小林健二九段以来二人目の香川県出身のプロ棋士であり、四段昇段時には「47年振り」と報道された。なお、師匠の井上慶太は藤本の入門時に小林に確認を取ったという。師匠の井上は、藤本について「性格的に素直」「愛されるキャラクター」と語っている。プロ入り後初対局時の「時間を惜しみなく使う」様子が豊島将之に似ていることから、読売新聞オンラインに「リトル豊島」と評された。
藤本は父の影響でMr.Childrenの曲をよく聴いていたといい、香川在住の奨励会時代に連勝した際は父と車中で「シーソーゲーム 〜勇敢な恋の歌〜」を歌っていたといい、ABEMAトーナメント2023で所属するチーム千田のチーム名「シーソーゲーム」の由来の一つになった。ただし2023年12月時点では藤本にとってのMr.Children楽曲ベストスリーは「天頂バス」などで、「シーソーゲーム」は入っていないという。2024年3月のインタビューではMr.Childrenの曲として「深海」を挙げるとともに、最近はスピッツにもはまっていると答えている。

## アマチュア棋戦成績
将棋日本シリーズこども大会
- 2013年10月12日 - 大阪地区・低学年の部 優勝[20]
- 2014年09月27日 - 四国地区・低学年の部 優勝[21]
- 2015年09月26日 - 四国地区・高学年の部 優勝[22]

アマチュア棋戦
- 2014年00月 - 第27回アマチュア竜王戦 香川県代表[26][3][9]
- 2014年00月 - 香川県アマチュア王座 奪取[28]
- 2015年11月 - 香川県アマチュア王座 防衛[28]
- 2016年02月 - 香川県王位[29]
- 2016年00月 - 第29回アマチュア竜王戦 香川県代表[26][30]

## 昇段履歴
昇段規定は、将棋の段級 を参照。
- 2016年09月00日 - 6級 = 関西奨励会入会 [3]
- 2021年03月21日 - 二段 [36]
- 2021年07月04日 - 三段（第70回奨励会三段リーグ〈2021年度 後期〉からリーグ参加、二段8連勝での昇段）[36][35]
- 2022年10月01日 - 四段（第71回奨励会三段リーグ〈2022年度 前期〉成績1位） = プロ入り[3][37][1]
- 2024年03月12日 - 五段（順位戦C級1組昇級、通算53勝13敗）[129][130][81]
- 2025年03月04日 - 六段（順位戦B級2組昇級、通算91勝27敗〈未公表棋戦成績を除く〉）[131][132]

## 主な成績

### 棋戦優勝
- 加古川青流戦　1回（第13期 2023年）[5][6]

### 将棋大賞
- 第51回（2023年度）- 最多勝利賞（51勝）、新人賞[83][84][85]
- 第52回（2024年度）- 連勝賞（17連勝）[108]

### 非公式戦
- 2024年 - ABEMAトーナメント - 優勝（チーム稲葉「井上一門」のメンバーとして）、最多対局賞[93][94]

### 在籍クラス
竜王戦と順位戦のクラスは、将棋棋士の在籍クラス を参照。
| 開始 年度 | (出典)順位戦出典 | (出典)順位戦出典 | (出典)順位戦出典 | (出典)順位戦出典 | (出典)順位戦出典 | (出典)順位戦出典 | (出典)順位戦出典 | (出典)順位戦出典 | (出典)竜王戦出典 | (出典)竜王戦出典 | (出典)竜王戦出典 | (出典)竜王戦出典 | (出典)竜王戦出典 | (出典)竜王戦出典 | (出典)竜王戦出典 | (出典)竜王戦出典 | (出典)竜王戦出典 | (出典)竜王戦出典 |                       |
| 開始 年度 | 期               | 名人             | A級              | B級              | B級              | C級              | C級              | 0                | 期               | 竜王             | 1組              | 2組              | 3組              | 4組              | 5組              | 6組              | 決勝 T           |                  |                       |
| 開始 年度 | 期               | 名人             | A級              | 1組              | 2組              | 1組              | 2組              | 0                | 期               | 竜王             | 1組              | 2組              | 3組              | 4組              | 5組              | 6組              | 決勝 T           |                  |                       |
| --- | ---------------- | ---------------- | ---------------- | ---------------- | ---------------- | ---------------- | ---------------- | ---------------- | ---------------- | ---------------- | ---------------- | ---------------- | ---------------- | ---------------- | ---------------- | ---------------- | ---------------- | ---------------- | --------------------- |
| 2022 | 81               | 四段昇段前       | 四段昇段前       | 四段昇段前       | 四段昇段前       | 四段昇段前       | 四段昇段前       | 四段昇段前       | 36               |                  |                  |                  |                  |                  |                  | 6組              | --               | 2-1/昇2-1        | [ 54 ] [ 48 ]         |
| 2023 | 82               |                  |                  |                  |                  |                  | C252             | 9-1              | 37               |                  |                  |                  |                  |                  |                  | 6組              | 0-1              | 7-0 (1位)        | [ 135 ] [ 91 ] [ 92 ] |
| 2024 | 83               |                  |                  |                  |                  | C130             |                  | 9-1              | 38               |                  |                  |                  |                  |                  | 5組              |                  | --               | 1-1/昇 -         | [ 16 ] [ 136 ]        |
| 2025 | 84               |                  |                  |                  | B222             |                  |                  | -                | 39               |                  |                  |                  |                  |                  |                  |                  |                  |                  | [ 15 ]                |
| 順位戦、竜王戦の 枠表記 は挑戦者。右欄の数字は勝-敗(番勝負/PO含まず)。 順位戦の右数字はクラス内順位 ( x当期降級点 / *累積降級点 / +降級点消去 ) 順位戦の「F編」はフリークラス編入 /「F宣」は宣言によるフリークラス転出。 竜王戦の 太字 はランキング戦優勝、竜王戦の 組(添字) は棋士以外の枠での出場。 |                  |                  |                  |                  |                  |                  |                  |                  |                  |                  |                  |                  |                  |                  |                  |                  |                  |                  |                       |

### 年度別成績
| 年度                                                     | 対局数 | 勝数 | 負数 | 勝率   | (出典)  |
| -------------------------------------------------------- | ------ | ---- | ---- | ------ | ------- |
| 2022                                                     | 2      | 1    | 1    | 0.5000 | [ 137 ] |
| 合計                                                     | 2      | 1    | 1    | 0.5000 |         |
| 2022年9月までの公式棋戦成績 （棋士通算成績の合算対象外） |        |      |      |        |         |

| 年度         | 対局数 | 勝数 | 負数 | 勝率   | (出典)         | 通算成績 | 通算成績 | 通算成績 | 通算成績 | 通算成績 |
| ------------ | ------ | ---- | ---- | ------ | -------------- | -------- | -------- | -------- | -------- | -------- |
| 2022年度     | 10     | 6    | 4    | 0.6000 | [ 138 ] [ 48 ] | 対局数   | 勝数     | 負数     | 勝率     | (出典)   |
| 2023年度     | 60     | 51   | 9    | 0.8500 | [ 139 ]        | 70       | 57       | 13       | 0.8142   | [ 140 ]  |
| 2024年度     | 55     | 41   | 14   | 0.7454 | [ 141 ]        | 125      | 98       | 27       | 0.7840   | [ 142 ]  |
| 通算         | 125    | 98   | 27   | 0.7840 | [ 142 ]        |          |          |          |          |          |
| 2024年度まで |        |      |      |        |                |          |          |          |          |          |

### その他成績
- 新人王戦 - 決勝三番勝負進出（第54期）[66][69]
- 関西奨励会トーナメント 優勝（第4回、2019年3月17日 - 仲宗根杯関西奨励会トーナメント[注 3][33]）

### その他表彰
- 第32回関西囲碁将棋記者クラブ賞（2024年特別賞）[144]

## 主な著作
（寄稿）
- 「四段昇段の記 3年後の稽古」『将棋世界2022年11月号』マイナビ出版、2022年、228頁、ASIN B0BG7BQ7LS。